# Aspicolpus odontonotum
Aspicolpus odontonotum är en stekelart som först beskrevs av Vladimir Ivanovich Tobias 1967.  Aspicolpus odontonotum ingår i släktet Aspicolpus och familjen bracksteklar. Inga underarter finns listade.